# Intisar el-Zein Soughayroun
Intisar el-Zein Soughayroun  (aussi : Intsar, al-Zein, el-Zein, Sghairyoun, Segayron ;   Arabic ) est une professeure d'archéologie à l'Université de Khartoum. Début septembre 2019, Soughayroun devient ministre soudanaise de l'Enseignement supérieur au sein du cabinet de transition du Premier ministre Abdalla Hamdok, lors de la transition soudanaise vers la démocratie en 2019.

## Recherche archéologique
Soughayroun est professeure d'archéologie à l'Université de Khartoum. Elle est impliquée dans une collaboration scientifique avec l'Université de Bergen en Norvège. Ses intérêts de recherche incluent l'archéologie de l'Islam au Soudan. Elle travaille sur le site de Qasr Wad nimieri, à 470 km au nord de Khartoum. Elle fait ses études et son doctorat à l'Université américaine du Caire, publiant une thèse de doctorat examinant les tombeaux islamiques à coupole au Soudan en 1986.
Soughayroun est codirectrice du projet d'archives de Méroé, une collaboration entre l'Université de Reading et l'Université de Khartoum.

### Publications
- Islamic Archaeology in the Sudan[3]
- 'Ottoman Archaeology of the Middle Nile Valley in the Sudan', in The Frontiers of the Ottoman World[4]

## Manifestations au Soudan en 2018-2019
Soughayroun participe aux manifestations soudanaises de 2018-2019. L’un de ses neveux est tué lors du massacre de Khartoum le 3 juin 2019. Début juillet 2019, elle exprime son scepticisme concernant les négociations avec le Conseil militaire de transition, sur la base de l’expérience passée, et soutient la poursuite de la désobéissance civile. 

## Ministre de l'Enseignement Supérieur
Début septembre 2019, Soughayroun est nommée ministre de l'Enseignement supérieur du Soudan au sein du cabinet de transition du Premier ministre Abdalla Hamdok, pendant la transition soudanaise vers la démocratie en 2019. Parmi les autres femmes dirigeantes du Soudan pendant la période de transition figurent la juge Nemat Abdullah Khair et les membres du Conseil de souveraineté Aisha Musa el-Said et Raja Nicola.